# Funny Girl
Pour les articles homonymes, voir Funny Girl (homonymie).
Funny Girl (id.) est une comédie musicale américaine de Isobel Lennart, Bob Merrill et Jule Styne créée le 26 mars 1964 au Winter Garden Theatre de Broadway, avec Barbra Streisand dans le rôle principal.
Elle fut adaptée au cinéma en 1968 par William Wyler avec Barbra Streisand et Omar Sharif dans les rôles principaux.

## Argument
L'histoire — inspirée de la vie de la véritable Fanny Brice — se situe à New York et aux environs, juste avant et après la Première Guerre mondiale. Fanny Brice, star des Ziegfeld Follies, attend la sortie de prison de son mari, Nick Arnstein, en se remémorant les étapes qui ont conduit à son succès.
Flash-back : Fanny est une adolescente ingrate qui ne pense qu'à monter sur scène et qui obtient son premier emploi dans un théâtre de vaudeville. Après des débuts chaotiques en tant que « girl », elle se fait remarquer comme chanteuse comique et rencontre l'élégant Nick Arnstein. Ils tombent amoureux dans la grande tradition romantique et se marient. Mais alors que Fanny devient une star grâce à Florenz Ziegfeld, les affaires de Nick périclitent et il est arrêté pour détournement de fonds. La comédie musicale se termine là où elle a commencé : Nick revient, et Fanny et lui décident de se séparer.

## Fiche technique
- Titre : Funny Girl
- Livret : Isobel Lennart
- Lyrics : Bob Merrill
- Musique : Jule Styne
  - Direction musicale : Milton Rosenstock
  - Orchestrations : Ralph Burns, Buster Davis et Luther Henderson
- Mise en scène : Garson Kanin et Jerome Robbins (supervision)
- Chorégraphie : Carol Haney
- Décors et lumières : Robert Randolph
- Costumes : Irene Sharaff
- Producteur : Ray Stark
- Première représentation : 26 mars 1964
- Dernière représentation :1er juillet 1967
- Nombre de représentations consécutives : 1348
- Création à Londres : 13 avril 1966, Prince of Wales Theatre

## Distribution
- Barbra Streisand : Fanny Brice
- Sydney Chaplin : Nick Arnstein (jusqu'au 19 juin 1965)
- Roger De Koven : Florenz Ziegfeld Jr.
- Joseph Macauley : Tom Keeney
- Kay Medford : Mrs. Brice
- Danny Meehan : Eddie Ryan
- Jean Stapleton : Mrs. Strakosh
- Shellie Farrell : Bubbles
- Lydia S. Fredericks : Mrs. Meeker
- Joyce O'Neil : Mrs. O'Malley
- Rose Randolf : Mrs. Nadler
- John Lankston : Ziegfeld Tenor / Adolph
- Buzz Miller : Snub Taylor / Ben

## Fiche technique et distribution française (théâtre de Marigny 2019/2020)
- Mise en scène et chorégraphie : Stephen Mear
- Décors et costumes : Peter McKintosh
- Lumières : Tim Mitchell
- Metteur en scène associé : Stuart Winter
- Chorégraphe associé : Joanna Goodwin
- Direction musicale : James McKeon
- Casting : Stephen Crokett CDG pour David Grindrod Associates
- Christina Bianco : Fanny Brice
- Ashley Day : Nick Arnstein
- Mark Inscoe : Florenz Ziegfeld Jr. / Ensemble
- Ashley Knight : Tom Keeney / Ensemble
- Rachel Stanley : Mrs. Brice
- Matthew Jeans : Eddie Ryan
- Shirley Jameson : Mrs. Strakosh
- Ensemble : Joanna Goodwin, Jinny Gould, Jennifer Louise Jones, Jessica Keable, Billie Kay, Gabby Antrobus, Emily Ormiston, Matthew John Gregory, Ben Oliver, Oliver Tester, Emma Johnson, Josh Andrews

## Chansons

### Acte I
- If a Girl Isn't Pretty - Mrs. Strakosh, Mrs. Brice, Eddie Ryan et chœur
- I'm the Greatest Star - Fanny Brice
- Cornet Man - Fanny, Snub Taylor and Keeney Chorus
- Who Taught Her Everything? - Mrs. Brice et Eddie Ryan
- His Love Makes Me Beautiful - Fanny, Ziegfeld, ténor et les Ziegfeld Girls
- I Want to Be Seen With You Tonight - Nick Arnstein et Fanny
- Henry Street - Voisins de Henry Street
- People - Fanny
- You Are Woman - Nick et Fanny
- Don't Rain on My Parade - Fanny

### Acte II
- Sadie, Sadie - Fanny Brice et chœur
- Find Yourself a Man - Mrs. Strakosh, Mrs. Brice et Eddie
- Rat-Tat-Tat-Tat - Fanny et la Ziegfeld Company
- Who Are You Now? - Fanny
- The Music That Makes Me Dance - Fanny
- Don't Rain on My Parade (Reprise) - Fanny

## Distinctions
8 nominations aux Tony Awards 1964 qui furent toutes remportées par Hello Dolly ! également nommée dans ces mêmes catégories [réf. nécessaire]:
- Meilleure comédie musicale,
- Meilleurs compositeurs et paroliers pour Jule Styne et Bob Merrill,
- Meilleure actrice de comédie musicale pour Barbra Streisand,
- Meilleur acteur de comédie musicale pour Sydney Chaplin,
- Meilleure actrice de comédie musicale dans un second rôle pour Kay Medford,
- Meilleur acteur de comédie musicale dans un second rôle pour Danny Meehan,
- Meilleure chorégraphie pour Carol Haney
- Meilleur producteur de comédie musicale pour Ray Stark.

En 2004, l'enregistrement sur disque Capitol avec la distribution originale à Broadway a reçu le Grammy Hall of Fame Award.